# مرزاق علواش
مرزاق علواش (۶ اکتبر ۱۹۴۴) کارگردان و فیلم‌نامه‌نویس اهل الجزایر است. فیلم او با عنوان عمر قتلتوا محصول ۱۹۷۶ بعداً در دهمین جشنواره بین‌المللی فیلم مسکو شرکت کرد و جایزهٔ نقره‌ای این جشنواره را از آن خود کرد. فیلم سلام پسرعمو! او محصول ۱۹۹۶ در شصت و نهمین دوره جوایز اسکار در بخش بهترین فیلم خارجی حضور داشت. او یکی از تأثیرگذارترین فیلم‌سازان الجزایری است و برخی نیز او را مهم‌ترین فیلم‌ساز الجزایر می‌دانند. او تنها فیلم‌ساز الجزایری است که بیشتر آثار سینمایی خود را وقف کشورش کرده‌است.

## اوایل زندگی
علواش در محلهٔ باب وادی در شهر الجزیره به دنیا آمد. پدرش یک کارمند پست بربر قبائلی و مادرش یک زن خانه‌دار الجزایری اهل قصبه بود. علواش تنها ده ساله بود که جنگ آزادیبخش الجزایر در سال ۱۹۵۴ آغاز شد. او در زمان اعلام استقلال کشور در سال ۱۹۶۲ تنها هجده سال داشت.

## حرفه

### تحصیل
مرزاق علواش تحصیلات خود را در سال ۱۹۶۴ در مؤسسهٔ سینما در الجزایر آغاز کرد. زمانی که در آنجا بود، فیلم فارغ‌التحصیلی خود با نام عبور، و همچنین یک فیلم کوتاه با نام دزد را کارگردانی کرد. وقتی مؤسسهٔ سینما تعطیل شد، دانشجویان به لودز یا پاریس هدایت شدند. علواش تحصیلات خود را در ایدک (که اکنون لا فمیس نامیده می‌شود) در پاریس به پایان رساند.

### حرفه خبرنگاری
پس از بازگشت به الجزایر، او چند ماه را در دفتر اخبار الجزایر گذراند و سپس به‌همراه همکارانش از کلاس فارغ‌التحصیلان مؤسسهٔ سینما پس از انتشار طوماری که خواستار مسئولیت بیشتر کارگران بود، اخراج شد. برای آرام کردن اعتراض، گروهی از فارغ‌التحصیلان مؤسسهٔ سینما از جمله علواش برای یک دورهٔ کارآموزی سه‌ماهه در دفتر رادیو تلویزیون فرانسه (ORTF) به فرانسه اعزام شدند. او چندین سال در فرانسه ماند و همراه با مارک فرو در مدرسه علمی پژوهش‌های عالی ثبت نام کرد و دورهٔ «تحلیل اسناد سینمایی قرن بیستم» را گذراند.

### حرفه فیلم‌سازی
علواش در سال ۱۹۷۳ به الجزایر بازگشت و در سازماندهی کمپین سینباس در حمایت از انقلاب کشاورزی به فعالیت پرداخت. او به‌عنوان مشاور در وزارت فرهنگ مشغول به کار بود. او در سال ۱۹۷۲ فیلم مستندی به نام ما و انقلاب ارضی را دربارهٔ این اثر کارگردانی کرد. در سال ۱۹۷۴، او فیلم مستندی با عنوان تیپاسای پیر را در سایت تیپاسا، و به‌طور مشترک با شرکت اف‌آر۳ مارسی، برای دفتر ملی بازرگانی و صنعت سینمایی (ONCIC) کارگردانی کرد. قبل از پیوستن به ONCIC به‌عنوان کارگردان در سال ۱۹۷۵، او در سال ۱۹۷۴ در تولید فیلم باد جنوبی به کارگردانی محمد سلیم ریاض، به‌عنوان دستیار کارگردان نقش داشت.
او در سال ۱۹۷۷ با کارگردانی نخستین فیلم بلند خود با عنوان عمر قتلتوا (۱۹۷۶)، که نگاهی بدبینانه اما واقع‌بینانه به بیگانگی مردان در جامعهٔ الجزایر دارد، به شهرت بین‌المللی دست یافت. این فیلم در هفتهٔ منتقدان جشنوارهٔ کن برگزیده شد و در جشنواره فیلم مسکو برندهٔ مدال نقره شد. علواش پس از آن فیلم ماجراهای یک قهرمان را در سال ۱۹۷۸ کارگردانی کرد که فیلمی بود دربارهٔ پدری الجزایری که به دروغ پسر شیرخوار خود را به‌عنوان قهرمانی معرفی می‌کند که قبیله‌اش در انتظارش بوده‌اند. این فیلم جایزه طلایی جشنواره فیلم کارتاژ را دریافت کرد. علواش بعداً و در سال ۱۹۸۲ فیلم دیگر با عنوان مردی که از پنجره‌ها به بیرون نگاه می‌کند را کارگردانی کرد.

## جوایز و افتخارات
فیلم ۲۰۱۱ او عادی! در جشنواره فیلم دوحه ترایبکا ۲۰۱۱ برندهٔ جایزهٔ بهترین فیلم شد. در سال ۲۰۱۲، فیلم توبه‌کننده در بخش دو هفته کارگردانان در جشنواره فیلم کن ۲۰۱۲ به نمایش درآمد. این فیلم برندهٔ جایزه فیپرشی برای بهترین فیلم آسیایی در هفدهمین جشنواره بین‌المللی فیلم کرالا شد.

## زندگی شخصی
علواش یک دختر به نام باهیا علواش دارد که او نیز فیلم‌ساز است.